# هلیم فرنگی
هلیم فرنگی (به انگلیسی: Porridge) غذایی است که از پختن غلات یا حبوبات همراه با آب یا شیر به دست می‌آید و ممکن است در آن شکر یا گوشت هم استفاده شود. این غذا باید طوری تهیه شود که به قوام عسل و مانند آن آید و گندم و گوشت آن از یکدیگر تمیّز داده نشود.
این غذا انواع بسیار متنوعی دارد و در هر کشور و فرهنگی به گونه‌های مختلف تهیه می‌شود. نوع خاصی از این غذا توسط فرهنگستان هلیم فرنگی برابر نهاده شده‌است. نوعی غذای قوام‌دار است که با پختن غلات خردشده در آب یا شیر تهیه می‌شود. برای تهیه حلیم‌فرنگی جو خرد و نرم‌شده را همراه با شیر، داخل قابلمه‌ای هم می‌زنند. سپس آن را روی آتش می‌گذارند تا کاملاً بجوشد. در این مدت، محلول را مرتب با قاشق هم می‌زنند تا به ته قابلمه نچسبد. هنگامی که خمیری تقریباً غلیظ به دست آمد، ظرف را از روی آتش برمی‌دارند. این خمیر را در کاسه‌ای ریخته و شکر را به آن اضافه کرده و هم می‌زنند تا خوب مخلوط شوند. پس از مناسب شدن دمای غذا، آن را صرف می‌کنند.
غذاهایی چون شله، هلیم و حریره برخی از انواع این غذا در ایران هستند.